# Unité urbaine de Thuir
L'unité urbaine de Thuir est une agglomération française centrée sur la commune de Thuir, dans les Pyrénées-Orientales, en région Occitanie.

## Données générales
Dans le zonage réalisé par l'Insee en 2010, l'unité urbaine était composée de trois communes.
Dans le nouveau zonage réalisé en 2020, elle est composée des trois mêmes communes.
En 2022, avec 10 556 habitants, elle représente la 5e unité urbaine du département des Pyrénées-Orientales et occupe le 56e rang dans la région Occitanie.
En 2020, sa densité de population s'élève à 333 hab/km2. Par sa superficie, elle ne représente que 0,52 % du territoire départemental et, par sa population, elle regroupe 2,15 % de la population du département des Pyrénées-Orientales.

## Composition de l'unité urbaine en 2020
Elle est composée des trois communes suivantes :
| Nom                              | Code Insee | Département         | Statut       | Superficie (km2) | Population (dernière pop. légale) | Densité (hab./km2) | Modifier                                    |
| -------------------------------- | ---------- | ------------------- | ------------ | ---------------- | --------------------------------- | ------------------ | ------------------------------------------- |
| Thuir (ville-centre)             | 66210      | Pyrénées-Orientales | ville-centre | 19,90            | 8 215 (2022)                      | 413                | modifier les données · modifier les données |
| Llupia                           | 66101      | Pyrénées-Orientales | banlieue     | 6,88             | 2 169 (2022)                      | 315                | modifier les données · modifier les données |
| Sainte-Colombe-de-la-Commanderie | 66170      | Pyrénées-Orientales | banlieue     | 4,74             | 172 (2022)                        | 36                 | modifier les données · modifier les données |

## Évolution démographique
| 1968  | 1975  | 1982  | 1990  | 1999  | 2010  | 2015  | 2021   |
| ----- | ----- | ----- | ----- | ----- | ----- | ----- | ------ |
| 4 534 | 6 493 | 7 374 | 7 974 | 9 092 | 9 343 | 9 514 | 10 475 |

#### Données générales
- Unité urbaine
- Aire d'attraction d'une ville
- Liste des unités urbaines de France

#### Données démographiques en rapport avec l'unité urbaine de Thuir
- Aire d'attraction de Perpignan
- Arrondissement de Céret
- Arrondissement de Perpignan

#### Données démographiques en rapport avec les Pyrénées-Orientales
- Démographie des Pyrénées-Orientales